# Emmanuel Frémiet

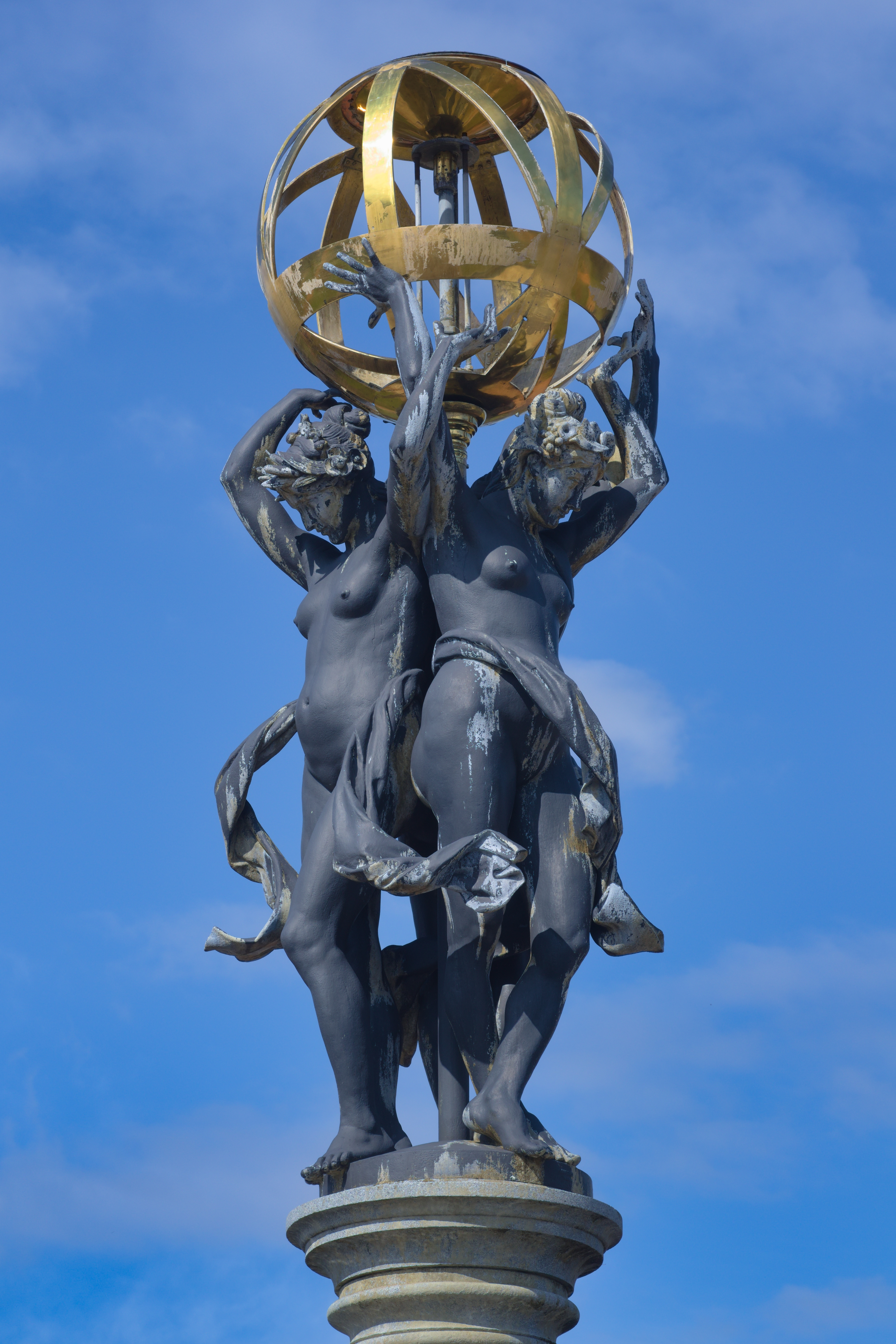
Centralna fontanna ze statuami trzech postaci kobiecych w parku w Świerklańcu

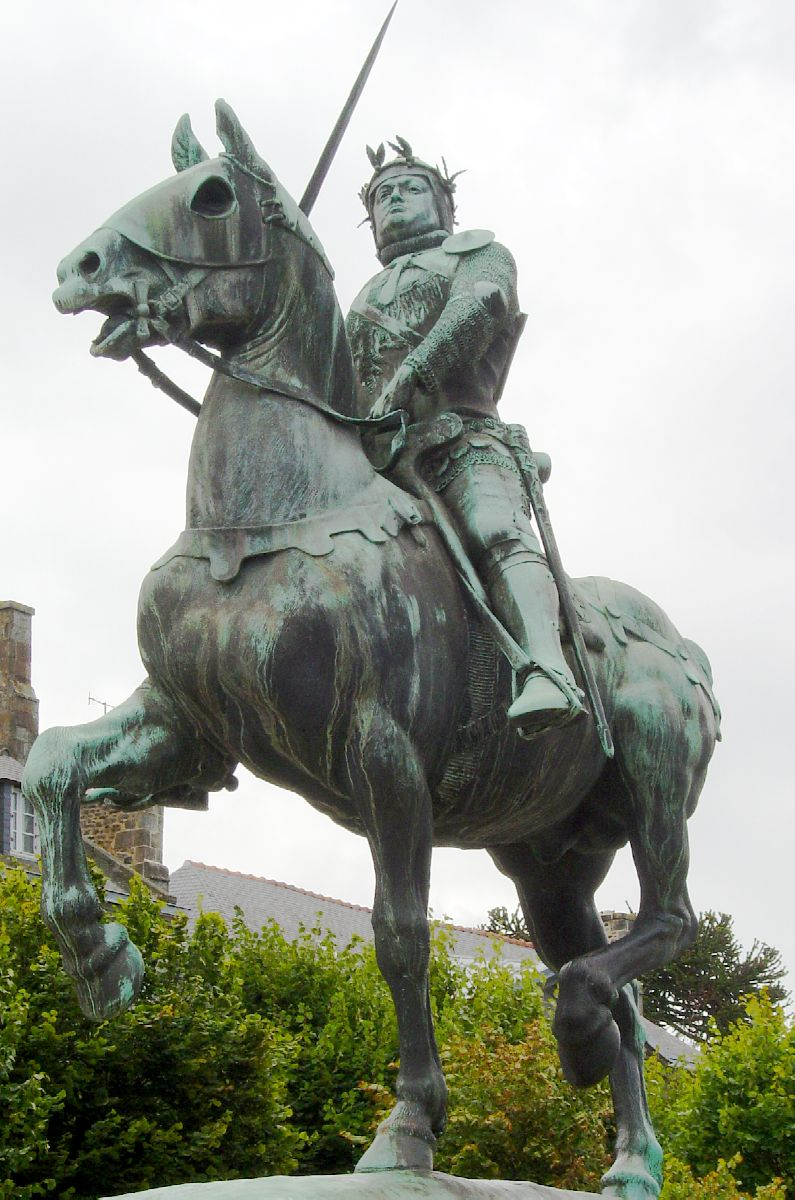
Statua Bertranda du Guesclin w Dinan

Emmanuel Frémiet (ur. 6 grudnia 1824 w Montrouge, zm. 10 września 1910 tamże) – francuski rzeźbiarz.

## Życiorys

### Życie prywatne i edukacja
Emmanuel Frémiet urodził się 6 grudnia 1824 roku w Montrouge pod Paryżem, w rodzinie o bogatych tradycjach artystycznych. Jego ciotką była malarka Sophie Frémiet, żona rzeźbiarza François Rude'a. Już jako pięciolatek pobierał lekcje rysunku w prywatnej szkole, zaś w wieku 13 lat został przyjęty do prestiżowej École des Arts Décoratifs w Paryżu. Mając 16 lat, rozpoczął praktykę u malarza i litografa Jacquesa-Christophe’a Wernera, szybko stając się głównym rysownikiem przygotowującym ilustracje przedstawiające zwierzęta i ludzi. Równolegle uczył się rzeźby – początkowo pod okiem swojej ciotki, a następnie w pracowni słynnego wuja, François Rude’a.
Od najwcześniejszych lat Frémiet rozwijał też zamiłowanie do nauki i przyrody. Jako nastolatek godzinami szkicował egzotyczne zwierzęta w paryskim ogrodzie zoologicznym Jardin des Plantes – jednym z najstarszych ZOO w Europie. Dla pogłębienia wiedzy anatomicznej uczestniczył również w zajęciach paryskiej kostnicy, gdzie wykonywał rysunki i litografie fragmentów ludzkich ciał. Na zlecenie Muzeum Medycyny przygotowywał ponadto precyzyjne anatomiczne modele z wosku, przedstawiające rozmaite organy. Te doświadczenia ugruntowały jego drobiazgowość i naukowe podejście do sztuki – młody Frémiet od początku zwracał ogromną uwagę na realistyczne detale odwzorowywanych form.
W życiu prywatnym Emmanuel Frémiet związany był z paryskim środowiskiem intelektualnym i artystycznym. Około 1855 roku ożenił się – z tego małżeństwa pochodziła córka Marie, która później (w 1883 r.) została żoną wybitnego kompozytora Gabriela Fauré. Artysta przez całe życie mieszkał i tworzył w Paryżu – tam też zmarł 10 września 1910 roku w wieku 85 lat. Został pochowany na cmentarzu w Louveciennes pod Paryżem.

### Rozwój kariery artystycznej
Pierwsze sukcesy artystyczne Frémieta przyszły bardzo wcześnie. Debiutował w Salonie Paryskim już w 1843 roku, mając 19 lat, prezentując rzeźbiarskie studium gazeli. W kolejnych latach wypracował sobie renomę zdolnego animalisty – w 1850 r. stworzył grupę przedstawiającą Rannego niedźwiedzia i rannego psa, którą państwowe Musée du Luxembourg niezwłocznie zakupiło do swoich zbiorów jako przykład nowoczesnej rzeźby realistycznej. We wczesnym okresie kariery Frémiet koncentrował się na małych rzeźbach zwierząt – samodzielnie odlewał je z brązu we własnej odlewni i sprzedawał kolekcjonerom z prywatnej pracowni przy Boulevard du Temple w Paryżu. Te nieduże figurki (m.in. psy, małpy, ptaki) cieszyły się powodzeniem, odznaczały się finezją i humorem, unikając nadmiernej brutalności typowej dla niektórych innych ówczesnych “animalistów”.
W połowie lat 50. XIX w. talent Frémieta został dostrzeżony przez dwór cesarski. W 1853 r. na Salonie pokazał on serię rzeźb przedstawiających ulubione psy myśliwskie cesarza Napoleona III (basset-houndy), co ugruntowało jego pozycję jako cenionego rzeźbiarza zwierząt. W latach 1855–1859 otrzymał od Napoleona III prestiżowe zamówienie na cykl statuetek żołnierzy (głównie sceny batalistyczne z epoki napoleońskiej) - prace te nie zachowały się do naszych czasów. Rosnąca sława przyniosła Frémietowi kolejne ważne zlecenia: w 1868 r. ukończył on pomnik konny cesarza Napoleona I, a w 1869 r. – konny posąg księcia Ludwika Orleańskiego, ustawiony na dziedzińcu odrestaurowanego zamku w Pierrefonds. Były to dzieła wpisujące się w nurt oficjalnej sztuki II Cesarstwa, gloryfikującej bohaterów Francji.

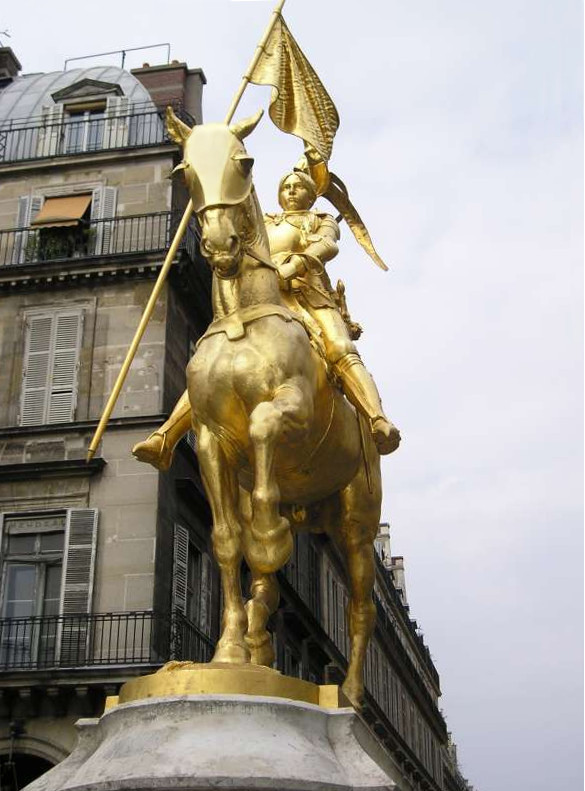
Dziewica Orleańska na placu Piramid w Paryżu (1874)

Po upadku Napoleona III (1870) Frémiet kontynuował karierę już w nowych realiach III Republiki. Jego najbardziej znane dzieło powstało właśnie w tym okresie: w 1874 roku w centrum Paryża odsłonięto pomnik Joanny d’Arc autorstwa Frémieta – złocony posąg Dziewicy Orleańskiej na koniu, ustawiony na Place des Pyramides. Inicjatorem tej realizacji był jeszcze Napoleon III – po klęsce Francuzów w wojnie francusko-pruskiej (1870) postać średniowiecznej bohaterki narodowej miała podnieść na duchu upokorzone społeczeństwo i stać się symbolem odrodzenia dumy narodowej. Rzeźbiarz sprawnie wywiązał się z zamówienia, jednak przez długi czas nie był zadowolony z efektu: zżymał się, że proporcje między koniem a jeźdźcem nie są idealne. Ostatecznie, wykorzystując prace konserwacyjne w mieście, w 1899 r. zdjął pomnik z cokołu i w swojej pracowni dokonał korekt – powiększył postać Joanny o 20 cm, wysmuklił szyję konia i dopracował detale uprzęży. Poprawiona wersja wróciła na plac, stając się jednym z symboli Paryża. Popularność tej rzeźby była tak duża, że doczekała się ona kopii: drugi odlew stanął w Nancy w 1889 r., a kolejne siostrzane posągi trafiły za ocean – do Filadelfii (1890) i Portland w USA. Pomnik Joanny d’Arc przyniósł Frémietowi uznanie i sławę międzynarodową.
Lata 70. i 80. XIX wieku to okres pełnej dojrzałości artystycznej Frémieta. Rzeźbiarz zdobywał kolejne medale na Salonach (m.in. medal honorowy Salonu 1887 za grupę gipsową noszącą tytuł Goryl) i prestiżowe funkcje. W 1875 r., po śmierci mistrza animalistyki Antoine’a-Louisa Barye’a, Frémiet objął stanowisko profesora rysunku zwierzęcego w Muzeum Historii Naturalnej w Paryżu – formalnie potwierdziło to jego status następcy Barye’a i najwyższego autorytetu w dziedzinie rzeźby animalistycznej. W 1878 r. artysta został odznaczony Orderem Legii Honorowej w stopniu oficera, zaś w 1892 r. wybrano go członkiem ekskluzywnej Académie des Beaux-Arts. Poczynając od lat 90., Frémiet realizował też liczne publiczne zamówienia pomnikowe: w 1897 r. ukończył monumentalny posąg św. Michała Archanioła na iglicę opactwa Mont Saint-Michel, a w 1899 – kolosalny pomnik inżyniera Ferdynanda de Lessepsa przy wejściu do Kanału Sueskiego. Ten ostatni niestety nie przetrwał: w 1956 r., podczas kryzysu sueskiego, rzeźbę zburzono na rozkaz nowych władz Egiptu jako symbol dawnej epoki. Emmanuel Frémiet był aktywny niemal do końca życia. Jeszcze w pierwszych latach XX w. tworzył i wystawiał, a także uczestniczył w życiu artystycznym Paryża jako nestor rzeźbiarzy. W 1900 r. otrzymał najwyższy honor państwowy – został Wielkim Oficerem Legii Honorowej. Zmarł w 1910 r., dożywszy docenienia swoich zasług i ugruntowania pozycji w historii sztuki francuskiej.

## Twórczość
Pomniki:
- „Dziewica Orleańska” na placu Piramid w Paryżu 1874, drugi posąg w Nancy 1889;
- posąg Wielkiego Kondeusza 1881

Rzeźby m.in.:
- „Ranny wyżeł” (Paryż),
- „Porwanie kobiety przez goryla” i in.

W 1899 roku u wejścia do Kanału Sueskiego w Suezie ustawiono dzieło Fremieta; kolosalny posąg Lessepsa, zniszczony w 1956 roku z rozkazu prezydenta Egiptu, Gamala Abdel Nasera.

### Polska
Dzieła Emmanuela Frémieta około 1870 roku ustawione zostały przy tarasie pałacu Guido Henckla von Donnersmarcka w Neudeck. Do dzisiaj zachował się zespół trzech fontann z pięcioma neobarokowymi rzeźbami wykonanymi z żeliwa, umieszczonymi na kamiennych postumentach. Rzeźby w fontannach bocznych ukazują walki zwierząt: „Konia z Lwicą” i „Jelenia z Niedźwiedziem” (strona południowa) oraz „Strusia z Wężem” i „Pelikanów z Rybą” (strona północna). Fontanna centralna przedstawia trzy nimfy podtrzymujące astrolabium. Rzeźby zostały wpisane do rejestru zabytków woj. śląskiego pod numerem B/596/86 z 16.07.1986 oraz z 25.02.2011.